# Майдлінг
Майдлінг (нім. Meidling) — дванадцятий район Відня. Сформований в 1892 році.
Майдлінг розташований на південному заході Відня. Він був сформований з селищ Обермайдлінг (Obermeidling), Унтермайдлінг (Untermeidling), Гауденцдорф (Gaudenzdorf), Хетцендорф (Hetzendorf) і Альтмансдорф (Altmannsdorf). До 1806 року, Обермайдлінг і Унтермайдлінг (відповідно Верхній і Нижній Майдлінг) складали одне село. Альтмансдорф ще має досить сільський вигляд.

## Персоналії
Народились
- Йозеф Селлені (1824—1875) — австрійський художник.

48°09′42″ пн. ш. 16°19′18″ сх. д. / 48.16167° пн. ш. 16.32167° сх. д.
| Австрія | Це незавершена стаття з географії Австрії. Ви можете допомогти проєкту, виправивши або дописавши її. |